# Kabinett Gailis
Das Kabinett Gailis war die dritte Regierung Lettlands nach der Unabhängigkeit 1990. Die Bildung einer neuen Regierung war erforderlich geworden, nachdem die vorherige Regierung nach dem Austritt des Bauernbundes am 3. Juli 1994 zurücktreten musste. Die Regierung Gailis amtierte vom 19. September 1994 bis zum 21. Dezember 1995. 

## Kabinettsmitglieder
| Ressort                                                                                 | Name                            | Partei | Partei    | Amtszeit                               |
| --------------------------------------------------------------------------------------- | ------------------------------- | ------ | --------- | -------------------------------------- |
| Ministerpräsident                                                                       | Māris Gailis                    |        | LC        | 19. September 1994 – 21. Dezember 1995 |
| stellvertretender Ministerpräsident                                                     | Valdis Birkavs                  |        | LC        | 19. September 1994 – 21. Dezember 1995 |
| stellvertretender Ministerpräsident                                                     | Andris Piebalgs                 |        | LC        | 19. September 1994 – 25. Mai 1995      |
| stellvertretender Ministerpräsident                                                     | Andris Gūtmanis                 |        | LC        | 25. Mai 1995 – 21. Dezember 1995       |
| stellvertretender Ministerpräsident                                                     | Jānis Vaivads                   |        | LC        | 19. September 1994 – 27. Mai 1995      |
| stellvertretender Ministerpräsident                                                     | Andris Bērziņš                  |        | LC        | 27. Mai 1995 – 21. Dezember 1995       |
| Verteidigungsminister                                                                   | Jānis Arveds Trapāns            |        | parteilos | 19. September 1994 – 23. Mai 1995      |
| Verteidigungsminister                                                                   | Māris Gailis (kommissarisch)    |        | LC        | 23. Mai 1995 – 21. Dezember 1995       |
| Außenminister                                                                           | Valdis Birkavs                  |        | LC        | 19. September 1994 – 21. Dezember 1995 |
| Wirtschaftsminister                                                                     | Jānis Zvanītājs                 |        | TPA       | 19. September 1994 – 21. Dezember 1995 |
| Finanzminister/-in                                                                      | Andris Piebalgs                 |        | LC        | 19. September 1994 – 25. Mai 1995      |
| Finanzminister/-in                                                                      | Indra Sāmīte                    |        | LC        | 25. Mai 1995 – 21. Dezember 1995       |
| Innenminister                                                                           | Ģirts Valdis Kristovskis        |        | LC        | 19. September 1994 – 28. Oktober 1994  |
| Innenminister                                                                           | Māris Gailis (kommissarisch)    |        | LC        | 28. Oktober 1994 – 11. November 1994   |
| Innenminister                                                                           | Jānis Ādamsons                  |        | LC        | 11. November 1994 – 21. Dezember 1995  |
| Minister für Bildung und Wissenschaft                                                   | Jānis Vaivads                   |        | LC        | 19. September 1994 – 27. Mai 1995      |
| Minister für Bildung und Wissenschaft                                                   | Jānis Dripe (kommissarisch)     |        | LC        | 27. Mai 1995 – 8. Juni 1995            |
| Minister für Bildung und Wissenschaft                                                   | Jānis Gaigals                   |        | LC        | 8. Juni 1995 – 21. Dezember 1995       |
| Kulturminister                                                                          | Jānis Dripe                     |        | LC        | 19. September 1994 – 21. Dezember 1995 |
| Sozialminister                                                                          | Andris Bērziņš                  |        | LC        | 19. September 1994 – 21. Dezember 1995 |
| Verkehrsminister                                                                        | Andris Gūtmanis                 |        | LC        | 19. September 1994 – 21. Dezember 1995 |
| Justizminister                                                                          | Romāns Apsītis                  |        | LC        | 19. September 1994 – 21. Dezember 1995 |
| Ministerin für die nationale Reform                                                     | Vita Anda Tērauda               |        | LC        | 19. September 1994 – 30. Juni 1995     |
| Minister für Umwelt und Regionalentwicklung                                             | Juris Iesalnieks                |        | TPA       | 19. September 1994 – 21. Dezember 1995 |
| Landwirtschaftsminister                                                                 | Ārijs Ūdris                     |        | LC        | 19. September 1994 – 21. Dezember 1995 |
|                                                                                         |                                 |        |           |                                        |
| Staatsminister                                                                          |                                 |        |           |                                        |
| Staatsminister für die baltischen und nordischen Staaten im Außenministerium            | Gunārs Meierovics               |        | LC        | 19. September 1994 – 21. Dezember 1995 |
| Staatsminister im Außenministerium                                                      | Oļģerts Raimonds Pavlovskis     |        | LC        | 19. September 1994 – 21. Dezember 1995 |
| Staatsminister im Außenministerium                                                      | Jānis Ritenis                   |        | LZS       | 19. September 1994 – 21. Dezember 1995 |
| Staatsministerin für externe Ressourcen im Finanzministerium                            | Indra Sāmīte                    |        | LC        | 19. September 1994 – 21. Dezember 1995 |
| Staatsminister für Staatseigentum im Wirtschaftsministerium                             | Dainis Tunsts                   |        | TPA       | 19. September 1994 – 21. Dezember 1995 |
| Staatsminister für Privatisierung im Wirtschaftsministerium                             | Druvis Skulte                   |        | LC        | 19. September 1994 – 20. März 1995     |
| Staatsminister für Privatisierung im Wirtschaftsministerium                             | Jānis Zvanītājs (kommissarisch) |        | TPA       | 20. März 1995 – 4. April 1995          |
| Staatsminister für Industriepolitik und Privatisierung im Wirtschaftsministerium        | Raimonds Jonīts                 |        |           | 5. April 1995 – 21. Dezember 1995      |
| Staatsminister für Energie im Wirtschaftsministerium                                    | Juris Ozoliņš                   |        | LC        | 19. September 1994 – 21. Dezember 1995 |
| Staatsminister für Gesundheit im Sozialministerium                                      | Normunds Zemvaldis              |        | parteilos | 19. September 1994 – 16. Januar 1995   |
| Staatsminister für Gesundheit im Sozialministerium                                      | Andris Bērziņš (kommissarisch)  |        | LC        | 17. Januar 1995 – 3. Februar 1995      |
| Staatsminister für Gesundheit im Sozialministerium                                      | Pēteris Apinis                  |        | LC        | 3. Februar 1995 – 21. Dezember 1995    |
| Staatsminister für Menschenrechte im Justizministerium                                  | Jānis Ārvaldis Tupesis          |        | LZS       | 19. September 1994 – 31. Juli 1995     |
| Staatsminister für Umwelt im Ministerium für Umwelt und Regionalentwicklung             | Indulis Emsis                   |        | LZP       | 19. September 1994 – 21. Dezember 1995 |
| Staatsminister für Kommunalverwaltung im Ministerium für Umwelt und Regionalentwicklung | Jānis Bunkšs                    |        | LC        | 20. Juli 1995 – 21. Dezember 1995      |
| Staatsminister für Zusammenarbeit im Landwirtschaftsministerium                         | Vilnis Edvīns Bresis            |        | TPA       | 19. September 1994 – 21. Dezember 1995 |
| Staatsminister für Forsten im Landwirtschaftsministerium                                | Kazimirs Šļakota                |        | parteilos | 19. September 1994 – 1. Januar 1995    |
| Staatsminister für Forsten im Landwirtschaftsministerium                                | Ārijs Ūdris                     |        | LC        | 1. Januar 1995 – 19. Januar 1995       |
| Staatsminister für Forsten im Landwirtschaftsministerium                                | Arvīds Ozols                    |        | LC        | 20. Januar 1995 – 21. Dezember 1995    |
| Staatsminister im Sozialministerium                                                     | Vladimirs Makarovs              |        | LNNK      | 11. November 1994 – 11. Dezember 1995  |
| Staatsminister im Sozialministerium                                                     | Andris Bērziņš (kommissarisch)  |        | LC        | 11. Dezember 1995 – 21. Dezember 1995  |
| Staatsministerin für Staatseinnahmen im Finanzministerium                               | Aija Poča                       |        | LC        | 1. Juni 1995 – 21. Dezember 1995       |

## Parteien
|  | Partei                                             |
|  | -------------------------------------------------- |
|  | Lettlands Weg (LC)                                 |
|  | Lettische Nationale Unabhängigkeitsbewegung (LNNK) |
|  | Grüne Partei Lettlands (LZP)                       |
|  | Lettischer Bauernverband (LZS)                     |
|  | Politische Union der Ökonomen (TPA)                |